# Шенгини
Шенги́ни (алб. Shëngjini) — город у одноимённого мыса на берегу Дринского залива Адриатического моря на северо-западе Албании, к северу от устья Дрина, в 8 км к северо-западу от города Лежа. Административно относится к округу Лежа в области Лежа. Является городом-спутником города Лежа.
Шенгини — важнейший порт в стране к северу от Дурреса. На морской порт Шенгини приходится 5% грузооборота в стране. В Шенгини находится военная база, находится постоянно патрульный корабль.
В районе Шенгини находится хороший пляж с отелями для туристов.

## История
Отождествляется с гаванью Нимфей (лат. Nymphaeum, др.-греч. Νυμφαῖον — святилище нимф) в 3 милях от Лисса (ныне Лежа), которую упоминает Гай Юлий Цезарь. В ней укрывался флот Цезаря под командованием Марка Антония и Фуфия Калена, преследуемый родосским флотом Гая Копония.
На средневековых картах гавань обозналась как Медея (Medea, Медуя, Medua). Этимология этого названия не известна. Некоторые связывают его с древним городом Метеон (др.-греч. Μεδεών, ныне Медун), другие — с Медеей.
Порт известен под итальянским названием Сан-Джованни-ди-Медуа (итал. San Giovanni di Medua) в честь Иоанна Крестителя. Албанское название Шенгини является калькой итальянского названия и означает «Святой Иоанн» (Shën Gjon).
Порт Сан-Джованни-ди-Медуа был отлично защищён и вмещал более 30 морских судов. Служил портом для города Алессио (ныне Лежа) на реке Дрин. В Сан-Джованни-ди-Медуа грузы перегружались на мелкосидящие суда (плашкоуты), используемые для перевозки тяжелых грузов по Дрину.
Значение порта Шенгини выросло после того как Улцинь в 1880 году был передан Черногории в соответствии с решениями Берлинского конгресса 1878 года.
Сан-Джованни-ди-Медуа был обстрелян итальянским флотом во время итало-турецкой войны (1911—1912). Во время Первой Балканской войны на полное владение портом претендовала Сербия, чтобы получить выход к Адриатическому морю. Министр иностранных дел Российской империи С. Д. Сазонов вёл переговоры с австро-венгерским правительством по этому вопросу при поддержке держав Антанты, но они были отвергнуты державами Тройственного союза. В начале ноября 1912 года был сформирован Приморский отряд сербской армии, который занял город Лежа и порт Сан-Джованни-ди-Медуа. На Лондонской мирной конференции перехода порта Сан-Джованни-ди-Медуа под суверенитет Черногории требовал руководитель черногорской делегации Мирко Миюшкович. Это требование поддержал министр иностранных дел Российской империи С. Д. Сазонов и глава итальянской делегации маркиз Антонино ди Сан-Джулиано. Однако Лондонский мирный договор 1913 года не обеспечил этого, провозгласив создание Албанского государства. Сербия была оккупирована в 1915 году во время Первой мировой войны, а сербы покинули страну. Переход зимой через горы Албании получил название Албанская Голгофа и закончился в феврале 1916 года на Адриатическом побережье. Французский посол Морис Палеолог в мемуарах передаёт слова сербского посла Спалайковича:
И когда, наконец, сербская армия достигла Сан-Джованни-ди-Медуа на Адриатическом море, то здесь её настигли голод и тиф.
7 апреля 1939 года в албанских портах, включая Шенгини, высадились итальянские войска под общим командованием Альфредо Гуццони.
После падения Кабула в 2021 году две американские организации обратились к правительству Рамы с просьбой предоставить временное убежище для афганских беженцев. Правительство предоставило два места в Шенгини и Дурресе. В Шенгини таким убежищем стал роскошный 4-звёздочный отель Rafaelo.